# مؤمن‌پور، پاکستان
مؤمن‌پور (به انگلیسی: Momanpur) یک منطقهٔ مسکونی در پاکستان است که در ناحیه اتک واقع شده‌است.